# Juan Díaz Bordenave
Juan Díaz Bordenave (23 de marzo de 1936-22 de noviembre de 2012) fue un intelectual paraguayo, considerado uno de los padres del pensamiento latinoamericano en comunicación y uno de los fundadores del pensamento educomunicativo.

## Biografía
Nació en Encarnación, Departamento de Itapúa, Paraguay, el 23 de marzo de 1936. Estudió Agronomía en la Escuela Nacional de Agricultura de Casilda, Argentina, tras lo que viajó a los Estados Unidos, donde cursó un master en Periodismo Agrícola en la Universidad de Wisconsin (1955).
En 1966 obtuvo el título de Doctor en Comunicación en la Michigan State University. Trabajó como especialista en comunicación agrícola en el Instituto Interamericano de Cooperación para la Agricultura entre 1956 y 1980.
En 2002 retornó a Paraguay y fue nombrado rector de la Universidad Teko Arandú. Posteriormente estuvo involucrado en la creación de la primera maestría de Comunicación para el Desarrollo y el Cambio Social en la Universidad Nacional del Este.
Fue uno de los Delegados de la Comisión de Verdad y Justicia de Paraguay, donde fue elegido para representar al sector de la Sociedad Civil sugerido por el Sector de los Comunicadores. 
Entre sus obras se destacan Estrategias de enseñanza-aprendizaje, Comunicación y sociedad, Participación y sociedad, Planificación y comunicación, Qué es la comunicación rural, Alem dos meios e mensagens, Educación a distancia: fundamentos y métodos, Educación rural en el tercer mundo, Communication and rural development.
Falleció el 22 de noviembre de 2012 en Río de Janeiro, Brasil.